# انطون شكابليروف
انطون شكابليروف (مواليد 20 فبراير 1972) هو رائد فضاء روسي في وكالة الفضاء الاتحادية الروسية.